# OHeSo
OHeSo（オヘソ）は、日本のアイドルユニット。1990年代半ばに活動していたセクシーアイドルグループである。

## メンバー
- 菊池 亜美（きくち あみ、1970年1月24日生まれ）
  - 身長163cm、B86・W58・H88。神奈川県出身。
- 川村 美穂（かわむら みほ、1972年9月15日生まれ）
  - 身長165cm、B90・W60・H87。東京都出身。
- 河西 あきら（かわにし あきら、1973年2月12日生まれ）
  - 身長163cm、B83・W60・H86。愛知県出身。

## 活動
グループとしてよりは、ソロでの活動が目立っていた。中でもミス日本選出経験のある菊池亜美は、菊地 則江（きくち のりえ）名義でヌード写真集をリリースした事もある。
ライブでは、ヒラヒラの超ミニスカートのコスチューム姿でパンチラ・パンモロを連発しながら激しいダンスを披露。その模様が『スーパーワイド』で取り上げられた事もあった。

## ディスコグラフィ
- 3つのお願い（ちあきなおみ「四つのお願い」のカバー）（1993年8月21日発売、キングレコード、規格品番：KIDS-151）
- 初恋のひと（小川知子の同名曲のカバー）1995年9月21日発売、キングレコード）
- 酸っぱい経験（『北原歩&OHeSo』名義。1996年9月26日発売、発売：トーラスレコード／販売：ポリグラム、規格品番：TADX-7441）